# Райс (окръг, Минесота)
Окръг Райс (на английски: Rice County) е окръг в щата Минесота, Съединени американски щати. Площта му е 1336 km², а населението - 56 665 души (2000). Административен център е град Ферибоу.